# Cacostomus squamosus
Cacostomus squamosus es una especie de coleóptero de la familia Lucanidae.

## Distribución geográfica
Habita en Queensland y Nueva Gales del Sur (Australia).